# Tata Group
Tata Group er et indisk multinationalt konglomerat med hovedkvarter i Mumbai. Virksomheden blev etableret i 1868 af Jamsetji Tata og er i dag vokset til at have en omsætning på 128 mia. US$, over 900.000 ansatte og tilstedeværelse i 150 lande.

## Koncernstruktur
Koncernen havde 29 børsnoterede selskaber 31. december 2021. Datterselskaberne inkluderer Tata Consultancy Services, Tata Consumer Products, Tata Motors, Tata Power, Tata Steel, Voltas, Titan Company, Tanishq, Tata Chemicals, Tata Communications, Trent, Tata Elxsi, Indian Hotels Company, Air India, TajAir, Tata Cliq, Tata Capital, Cromā og Tata Starbucks.